# Ctorrent
CTorrent es un cliente BitTorrent de línea de comandos, escrito en lenguaje C++. Actualmente funciona en la mayoría de variantes de Linux, Mac OS X y FreeBSD. Publicado bajo la GNU General Public License, CTorrent es software libre.
El proyecto CTorrent fue abandonado en 2004 por su autor principal, YuHong. Desde entonces, un juego de mejoras del cliente original ha sido desarrollado, pasando a llamarse Enhanced CTorrent (CTorrent Mejorado).